# Sociedad Asturiana de Estudios Económicos e Industriales
La Sociedad Asturiana de Estudios Económicos e Industriales, S.A. (sadei) es la empresa pública que en la comunidad autónoma española del Principado de Asturias tiene encomendada la función de elaborar las estadísticas de interés regional.
La empresa fue constituida el 22 de febrero de 1966, a instancias de la extinta Diputación Provincial y de otras entidades regionales.
Desde el mes de agosto de 2006 el Principado de Asturias es el poseedor del 100% de las acciones. Hasta esa fecha solo disponía del 74,95% del accionariado. El Principado adquirió las restantes acciones por 210.000 €.
Sadei tiene suscrito un convenio con la Consejería de Economía y Administración Pública del Principado de Asturias por el que tiene la encomienda de la realización de estudios, trabajos y publicaciones estadísticas de ámbito autonómico. 